# Papago
Papago (Tohono O'odham), pleme Piman Indijancev južno in jugovzhodno od reke Gile v Arizoni in sosednji Sonori, v deželi, ki so jo po njih poimenovali Papaguería. Njihovo število je bilo pred stikom z belci okoli 6.000 pripadnikov, v tem tisočletju pa 11.400 (2004.) v rezervatu Papago ali Sells in 1.800 v Sonori. 

## Ime
Ime Papago je nastalo iz papáh (fižol) in óotam (ljudstvo), ang. "beansmen", "bean-people", špan. "Frijoleros". Sami sebe imenujejo Tohono O'odham ali "puščavsko ljudstvo". 

## Skupine in vasi
Acachin, Alcalde, Ana, Anicam, Areitorae, Ati, Babasaqui, Bacapa, Baipia, Bajio, Batequi, Boco del Arroyo, Caborca, Caca Chimir, Cahuabi, Canoa, Casca, Charco, Chioro, Chuba, Coca, Comohuabi, Cops, Cubac, Cuitciabaqui, Cuitoat, Cujant, Cumaro, Elogio, Fresnal, Guadalupe, Gubo, Juajona, Junostaca, Macombo, Mesquite, Milpais, Nariz, Oapars, Ocaboa, Oiaur, Onia, Ooltan, Otean, Perigua, Perinimo, Piato (ti so iz Sonore in po Swantonu morda identični Indijancem Soba), Poso Blanco, Poso Verde, Purificación (?), Quitovaquita, Raton, San Bonifación, San Cosme, Sand Papago, San Ignacio (?), San Lazaro, San Luis Babi (?), San Martin, San Rafael, Santa Barbara (?), Santa Rosa, Saric (?), Saucita, Shuuk, Sierra Blanca, Soba (velika veja Papagov, pripadajo jim vasi Carborica, Batequi, Mata, Pitic in San Ildefonso), Sonoita, Tachilta, Tacquison, Tecolote, Tubasa, Tubutama, Valle, Zuñiga.

## Zgodovina
Papage je prvič srečal leta 1694. oče Eusebio Francisco Kino. Bili so naseljeni v 28 vaseh v Arizoni in 30 v Mehiki. Prve misije med njimi, San Xavier del Bac in San Miguel de Guevavi, sta ustanovila leta 1731. Felipe Segresser in Juan Bautista Grashoffer in so bile namenjene tudi Indijancem Pima. V 19. stoletju so prihod rudarjev ([[leta 1854.), vojna proti Apačem (1856) in postavitev železniške proge (1879.) pomembno vplivali na življenje Papagov. Leta 1872 je bil zanje ustanovljen rezervat San Xavier, leta 1916. pa rezervat Ak Chin ali Maricopa. Šele leta 1917  je bil ustanovljen velik rezervat Papago ali Sells. V teh treh rezervatih in v sosednjih predelih danes živi okoli 20.000 Papagov. Od leta 1986. se uradno namesto Papago, imenujejo Tohono O'odham.

## Življenje in običaji
Papago so polnomadsko pleme, ki je poznalo namakanje in se ukvarjalo z gojenjem koruze, fižola in bombaža, nabirali pa so tudi sadje orjaških kaktusov saguaro. Parazitska rastlina camote (ammobroma sonorae, danes Pholisma sonorae), ki pripada družini Lennoaceae in raste na peščenih sipinah suhega ameriškega Jugozahoda, se je pri njih pogosto uporabljala tudi v prehrani. Camote so imenovali tudi "peščeni kruh" (ang. "sand bread") ali "peščena hrana" (ang. "sand food"). Ženske Papagov so znane po košarstvu, ukvarjale pa so se tudi z lončarstvom. Sol so Papagi nabirali v lagunah in jo kasneje prodajali drugim plemenom. Narodna noša je bila prvotno skromna - predpasniki (kot današnje tange) za moške in kratka krila za ženske. Kasneje so od Mehičanov prevzeli pončo, imenovan kahtani, ženske pa dolge bombažne obleke. Poletna bivališča so bila zavetja iz vej. 